# Jean-Marie Leridant
Jean-Marie Leridant est un militaire et homme politique français né le 18 juillet 1776 à Vannes (Bretagne) et décédé le 5 juillet 1837 dans cette même ville.
Ancien colonel, conseiller de préfecture sous la Restauration, il est député du Morbihan de 1827 à 1831, siégeant au centre droit. Rallié à la monarchie de Juillet, il est maréchal de camp en décembre 1830.

## Sources
- « Jean-Marie Leridant », dans Adolphe Robert et Gaston Cougny, Dictionnaire des parlementaires français, Edgar Bourloton, 1889-1891 [détail de l’édition]
- Sa fiche sur le site de l'Assemblée nationale